# Dark Passion Play World Tour
Dark Passion Play World Tour foi a quarta turnê mundial da banda finlandesa de metal sinfônico Nightwish, realizada para promover o sexto álbum da banda, Dark Passion Play. A turnê também serviu para apresentar a segunda vocalista do grupo, Anette Olzon. Não obstante, durante tais viagens, o Nightwish realizou concertos pela primeira vez em vários países, foram eles Israel, China, Lituânia, Luxemburgo, Irlanda, Sérvia e Croácia.
Em setembro de 2007, a banda fez alguns shows secretos na Europa, e em 6 de outubro, foi a realizada a primeira apresentação oficial em Israel. A turnê começou visitando a América do Norte, com datas nos Estados Unidos e Canadá, depois visitando alguns países da Europa em 2007. No ano de 2008, foram mais de 100 concertos em todos os continentes, com exceção da África e da Antártica, incluindo mais duas passagens pela América do Norte. Esse ano contou com uma temporada de apresentações em festivais de verão europeus, e por fim o grupo excursionou pela América Latina, com datas no Brasil, Argentina e Chile. Em 2009, a banda realizou a terceira parte da turnê, com datas apenas na Europa e nos Estados Unidos, e o concerto final foi realizado na Hartwall Areena, na capital finlandesa de Helsinque, para um público de 11 mil pessoas.
Em 11 de março de 2009, a banda lançou um EP intitulado Made in Hong Kong (And in Various Other Places), contendo imagens de bastidores e gravações ao vivo de 2007 e 2008, desde Israel até a América Latina, dirigido por Ville Lipiäinen.

## Desenvolvimento

### Em 2007
A banda iniciou a turnê com três concertos secretos na Europa, e realizou o primeiro concerto oficial em Tel Aviv, Israel, em 6 de outubro, sendo a primeira apresentação com a cantora Anette Olzon e a primeira em solo israelita. Em seguida, a banda excursionou pela América do Norte, realizando mais de vinte apresentações nos Estados Unidos e no Canadá, e ainda naquele ano foram realizados concertos na região escandinava. A banda encerrou o ano como atração principal do festival On a Dark Winter's Night, na Áustria e na Alemanha.
A seguir estão as datas das apresentações realizadas em 2007:
| Data                   | Cidade          | País           | Local                             |
| ---------------------- | --------------- | -------------- | --------------------------------- |
| Aquecimento            |                 |                |                                   |
| 22 de setembro de 2007 | Tallinn         | Estónia        | Rock Cafe[A]                      |
| 26 de setembro de 2007 | Helsinque       | Finlândia      | Tavastia[B]                       |
| 28 de setembro de 2007 | Hamburgo        | Alemanha       | Delphi Club[B]                    |
| Oriente Médio          |                 |                |                                   |
| 6 de outubro de 2007   | Tel Aviv        | Israel         | Hangar 11                         |
| América do Norte       |                 |                |                                   |
| 15 de outubro de 2007  | Springfield     | Estados Unidos | Jaxx                              |
| 16 de outubro de 2007  | Filadélfia      | Estados Unidos | Trocadero Theatre                 |
| 18 de outubro de 2007  | Nova York       | Estados Unidos | Nokia Theatre                     |
| 20 de outubro de 2007  | Worcester       | Estados Unidos | Palladium                         |
| 21 de outubro de 2007  | Montreal        | Canadá         | Métropolis                        |
| 23 de outubro de 2007  | Toronto         | Canadá         | The Docks                         |
| 24 de outubro de 2007  | Cleveland       | Estados Unidos | Peabody's                         |
| 26 de outubro de 2007  | Detroit         | Estados Unidos | Harpos Concert Theatre            |
| 27 de outubro de 2007  | Chicago         | Estados Unidos | House of Blues                    |
| 28 de outubro de 2007  | Minneapolis     | Estados Unidos | First Avenue                      |
| 31 de outubro de 2007  | Seattle         | Estados Unidos | Showbox SoDo                      |
| 1 de novembro de 2007  | Portland        | Estados Unidos | Roseland Theater                  |
| 2 de novembro de 2007  | São Francisco   | Estados Unidos | Slim's                            |
| 4 de novembro de 2007  | Los Angeles     | Estados Unidos | House of Blues                    |
| 6 de novembro de 2007  | Santa Ana       | Estados Unidos | Galaxy Theater                    |
| 7 de novembro de 2007  | Phoenix         | Estados Unidos | Marquee Theater                   |
| 8 de novembro de 2007  | Albuquerque     | Estados Unidos | Sunshine Theater                  |
| 10 de novembro de 2007 | San Antonio     | Estados Unidos | White Rabbit                      |
| 11 de novembro de 2007 | Dallas          | Estados Unidos | The Palladium Ballroom            |
| 12 de novembro de 2007 | Houston         | Estados Unidos | Meridian                          |
| 14 de novembro de 2007 | Fort Lauderdale | Estados Unidos | Culture Room                      |
| 15 de novembro de 2007 | Orlando         | Estados Unidos | Club Firestone                    |
| 17 de novembro de 2007 | Atlanta         | Estados Unidos | Masquerade                        |
| Escandinávia           |                 |                |                                   |
| 28 de novembro de 2007 | Copenhague      | Dinamarca      | K.B. Hallen                       |
| 30 de novembro de 2007 | Gotemburgo      | Suécia         | Lisebergshallen                   |
| 1 de dezembro de 2007  | Oslo            | Noruega        | Sentrum Scene                     |
| 2 de dezembro de 2007  | Oslo            | Noruega        | Sentrum Scene                     |
| 4 de dezembro de 2007  | Estocolmo       | Suécia         | Stockholmsarenan                  |
| 5 de dezembro de 2007  | Uma             | Suécia         | SkyCom Arena                      |
| 8 de dezembro de 2007  | Levi            | Finlândia      | Hullu Poro Areena                 |
| 9 de dezembro de 2007  | Levi            | Finlândia      | Hullu Poro Areena                 |
| 11 de dezembro de 2007 | Oulu            | Finlândia      | Teatria                           |
| 12 de dezembro de 2007 | Joensuu         | Finlândia      | Areena                            |
| 14 de dezembro de 2007 | Jyväskylä       | Finlândia      | Paviljonki Areena                 |
| 15 de dezembro de 2007 | Tampere         | Finlândia      | Tampere Ice Hall                  |
| 16 de dezembro de 2007 | Turku           | Finlândia      | Karibia Resort                    |
| Europa                 |                 |                |                                   |
| 28 de dezembro de 2007 | Salzburgo       | Áustria        | On a Dark Winter's Night Festival |
| 29 de dezembro de 2007 | Oberhausen      | Alemanha       | On a Dark Winter's Night Festival |

- A↑  Este foi um concerto secreto no qual a banda tocou sob o nome Nachtwasser.
- B↑  Estes foram concertos secretos no qual a banda tocou sob o nome Sushi Patrol.

### Em 2008

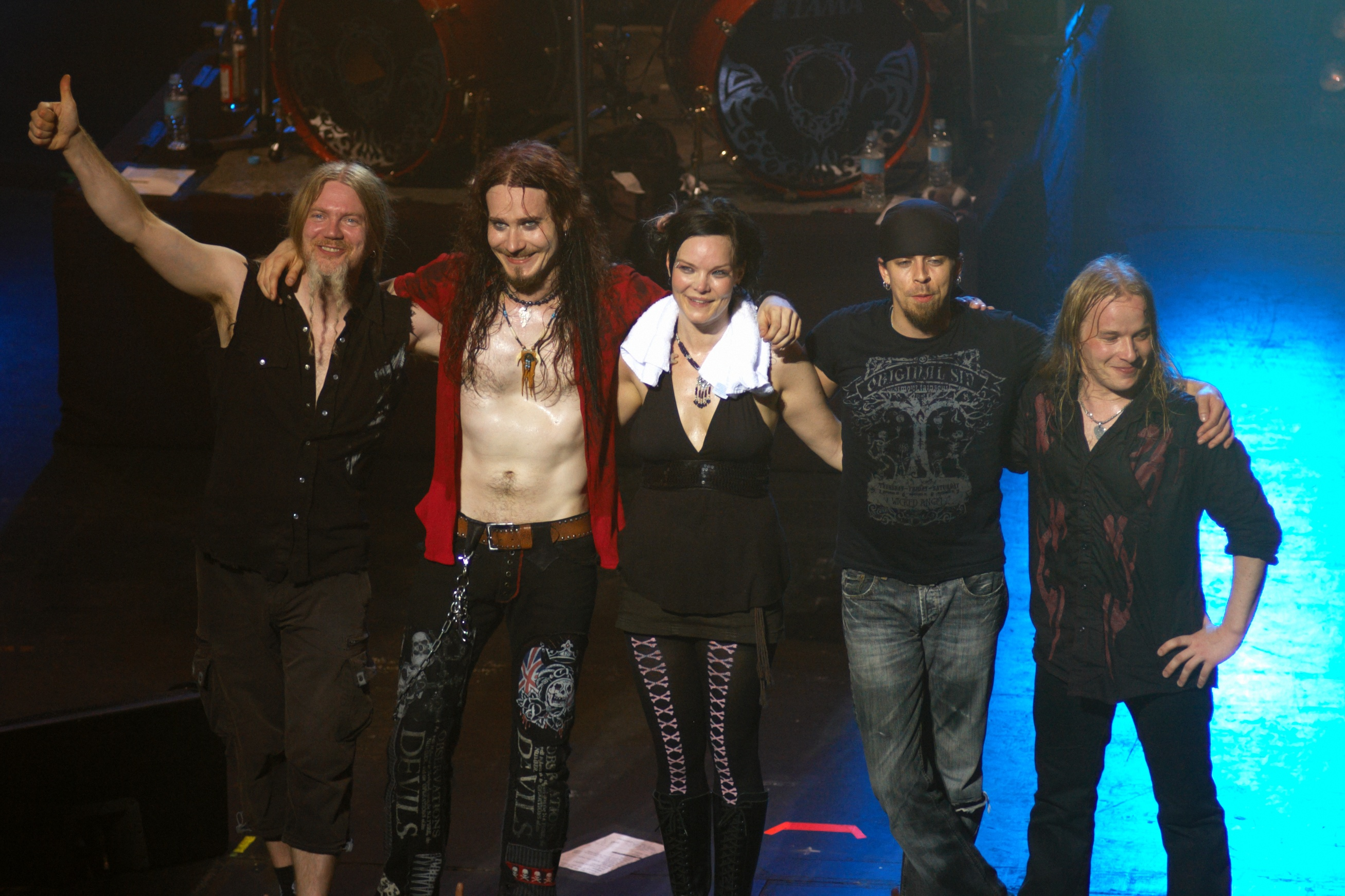
A banda encerrando um concerto na Austrália em 2008.

A banda iniciou 2008 excursionando pela China e Japão, e depois a Austrália, e em seguida foram realizadas dezenas de apresentações na Europa, incluindo datas em algumas das maiores arenas do continente, como o Hallenstadion na Suíça, e a Color Line Arena na Alemanha. A banda também se apresentou em alguns dos maiores festivais da Europa, sendo que o concerto no Rock am Ring foi interferido por quedas de energia no palco que aconteceram duas vezes, sendo o pior acontecimento da turnê segundo o líder do grupo Tuomas Holopainen.
A passagem por Portugal contou com dois concertos, um em Porto, em 18 de abril, e na capital Lisboa, no dia seguinte. Nesse ano, a banda também excursionou pela América do Norte duas vezes, e, em novembro, o grupo esteve na América Latina, tocando em nove cidades brasileiras, passando também pela Argentina e pelo Chile. No total, em 2008, foram mais de 100 concertos realizados, e só a etapa europeia lucrou mais de seis milhões de euros.
A seguir estão as datas das apresentações realizadas em 2008:
| Data                    | Cidade            | País             | Local                            |
| ----------------------- | ----------------- | ---------------- | -------------------------------- |
| Escandinávia            |                   |                  |                                  |
| 1 de janeiro de 2008    | Helsinque         | Finlândia        | Helsingin jäähalli               |
| Ásia                    |                   |                  |                                  |
| 17 de janeiro de 2008   | Osaka             | Japão            | Big Cat                          |
| 18 de janeiro de 2008   | Tóquio            | Japão            | Ebisu Liquid Hall                |
| 21 de janeiro de 2008   | Pequim            | China            | MG Live House                    |
| 23 de janeiro de 2008   | Xangai            | China            | Shanghai Hongkou Indoor Coliseum |
| 24 de janeiro de 2008   | Kowloon           | Hong Kong        | HITEC Auditorium                 |
| Oceania                 |                   |                  |                                  |
| 27 de janeiro de 2008   | Perth             | Austrália        | The Metro                        |
| 29 de janeiro de 2008   | Adelaide          | Austrália        | HQ                               |
| 30 de janeiro de 2008   | Melbourne         | Austrália        | The Palais                       |
| 1 de fevereiro de 2008  | Sydney            | Austrália        | Enmore Theatre                   |
| 2 de fevereiro de 2008  | Brisbane          | Austrália        | The Tivoli                       |
| Europa                  |                   |                  |                                  |
| 17 de fevereiro de 2008 | Vilnius           | Lituânia         | Siemens Arena                    |
| 19 de fevereiro de 2008 | Cracóvia          | Polónia          | Wisla Hall                       |
| 20 de fevereiro de 2008 | Praga             | Chéquia          | T-Mobile Arena                   |
| 21 de fevereiro de 2008 | Berlim            | Alemanha         | Arena                            |
| 23 de fevereiro de 2008 | Lípsia            | Alemanha         | Arena                            |
| 24 de fevereiro de 2008 | Estugarda         | Alemanha         | Hanns-Martin-Schleyer-Halle      |
| 25 de fevereiro de 2008 | Frankfurt am Main | Alemanha         | Jahrhunderthalle                 |
| 27 de fevereiro de 2008 | Bamberg           | Alemanha         | Jako Arena                       |
| 28 de fevereiro de 2008 | Viena             | Áustria          | Gasometer                        |
| 29 de fevereiro de 2008 | Zurique           | Suíça            | Hallenstadion                    |
| 2 de março de 2008      | Milão             | Itália           | Palalido                         |
| 4 de março de 2008      | Liubliana         | Eslovênia        | Tivoli Hall                      |
| 5 de março de 2008      | Budapeste         | Hungria          | JRC Ice Hall                     |
| 8 de março de 2008      | Atenas            | Grécia           | Olympic Fencing Arena            |
| 17 de março de 2008     | Hamburgo          | Alemanha         | Color Line Arena                 |
| 18 de março de 2008     | Hanôver           | Alemanha         | AWD Hall                         |
| 19 de março de 2008     | Dortmund          | Alemanha         | Westfalenhallen                  |
| 21 de março de 2008     | Amsterdã          | Países Baixos    | Heineken Music Hall              |
| 22 de março de 2008     | Esch-sur-Alzette  | Luxemburgo       | Rockhal                          |
| 23 de março de 2008     | Antuérpia         | Bélgica          | Lotto Arena                      |
| 25 de março de 2008     | Londres           | Inglaterra       | Astoria                          |
| 26 de março de 2008     | Londres           | Inglaterra       | Astoria                          |
| 27 de março de 2008     | Londres           | Inglaterra       | Astoria                          |
| 29 de março de 2008     | Birmingham        | Inglaterra       | O2 Academy                       |
| 30 de março de 2008     | Newcastle         | Inglaterra       | O2 Academy                       |
| 31 de março de 2008     | Glasgow           | Escócia          | O2 Academy                       |
| 2 de abril de 2008      | Belfast           | Irlanda do Norte | Mandela Hall                     |
| 3 de abril de 2008      | Dublin            | Irlanda          | Vicar Street                     |
| 4 de abril de 2008      | Manchester        | Inglaterra       | O2 Manchester Apollo             |
| 6 de abril de 2008      | Paris             | França           | Le Zénith                        |
| 7 de abril de 2008      | Estrasburgo       | França           | Le Zénith                        |
| 10 de abril de 2008     | Lyon              | França           | Halle Tony Garnier               |
| 11 de abril de 2008     | Marselha          | França           | Le Dôme                          |
| 12 de abril de 2008     | Toulouse          | França           | Le Zénith                        |
| 14 de abril de 2008     | Barcelona         | Espanha          | Razzmatazz 1                     |
| 15 de abril de 2008     | Bilbau            | Espanha          | Santana 27                       |
| 16 de abril de 2008     | Madrid            | Espanha          | La Riviera                       |
| 18 de abril de 2008     | Porto             | Portugal         | Coliseu do Porto                 |
| 19 de abril de 2008     | Lisboa            | Portugal         | Coliseu dos Recreios             |
| América do Norte        |                   |                  |                                  |
| 2 de maio de 2008       | Cidade do México  | México           | Circo Volador                    |
| 3 de maio de 2008       | Cidade do México  | México           | Circo Volador                    |
| 5 de maio de 2008       | Sayreville        | Estados Unidos   | Starland Ballroom                |
| 6 de maio de 2008       | Hartford          | Estados Unidos   | Webster Theatre                  |
| 7 de maio de 2008       | Poughkeepsie      | Estados Unidos   | Chance Theater                   |
| 9 de maio de 2008       | Quebec            | Canadá           | Centre de Foire                  |
| 11 de maio de 2008      | London            | Canadá           | Cowboy's                         |
| 14 de maio de 2008      | Winnipeg          | Canadá           | Garrick Centre                   |
| 15 de maio de 2008      | Regina            | Canadá           | The Drink                        |
| 16 de maio de 2008      | Edmonton          | Canadá           | Starlite Room                    |
| 17 de maio de 2008      | Calgary           | Canadá           | MacEwan Hall Ballroom            |
| 19 de maio de 2008      | Victoria          | Canadá           | Sugar                            |
| 20 de maio de 2008      | Vancouver         | Canadá           | Croation Cultural Centre         |
| 22 de maio de 2008      | Orangevale        | Estados Unidos   | The Boardwalk                    |
| 23 de maio de 2008      | San Diego         | Estados Unidos   | House of Blues                   |
| 24 de maio de 2008      | Las Vegas         | Estados Unidos   | House of Blues                   |
| 26 de maio de 2008      | Denver            | Estados Unidos   | Ogden Theater                    |
| 27 de maio de 2008      | Lawrence          | Estados Unidos   | Granada                          |
| 28 de maio de 2008      | Sauget            | Estados Unidos   | Pop's                            |
| 30 de maio de 2008      | Louisville        | Estados Unidos   | Headliner's Music Hall           |
| 31 de maio de 2008      | Mokena            | Estados Unidos   | The Pearl Room                   |
| Festivais de Verão      |                   |                  |                                  |
| 7 de junho de 2008      | Nürburgring       | Alemanha         | Rock am Ring                     |
| 8 de junho de 2008      | Nurembergue       | Alemanha         | Rock im Park                     |
| 26 de junho de 2008     | Helsinque         | Finlândia        | Kaisaniemi Park                  |
| 28 de junho de 2008     | Gotemburgo        | Suécia           | Metaltown Festival               |
| 4 de julho de 2008      | Turku             | Finlândia        | Ruisrock                         |
| 6 de julho de 2008      | Werchter          | Bélgica          | Rock Werchter                    |
| 8 de julho de 2008      | Novi Sad          | Sérvia           | Exit Festival                    |
| 13 de julho de 2008     | Joensuu           | Finlândia        | Ilosaarirock                     |
| 26 de julho de 2008     | Lorca             | Espanha          | Lorca Festival                   |
| 2 de agosto de 2008     | Wacken            | Alemanha         | Wacken Open Air                  |
| 7 de agosto de 2008     | Skanderborg       | Dinamarca        | Skanderborg Festival             |
| 9 de agosto de 2008     | Tuuri             | Finlândia        | Miljoona Rock                    |
| 13 de agosto de 2008    | Colmar            | França           | Foire aux Vins                   |
| 15 de agosto de 2008    | Gampel            | Suíça            | Gampel Open Air                  |
| 16 de agosto de 2008    | Biddinghuizen     | Países Baixos    | Lowlands Festival                |
| 17 de agosto de 2008    | Derby             | Inglaterra       | Bloodstock Open Air              |
| América do Norte        |                   |                  |                                  |
| 29 de agosto de 2008    | Filadélfia        | Estados Unidos   | The Trocadero                    |
| 30 de agosto de 2008    | Worcester         | Estados Unidos   | The Palladium                    |
| 1 de setembro de 2008   | Montreal          | Canadá           | Métropolis                       |
| 2 de setembro de 2008   | Toronto           | Canadá           | Sound Academy                    |
| 4 de setembro de 2008   | Cleveland         | Estados Unidos   | Agora Theater                    |
| 5 de setembro de 2008   | Detroit           | Estados Unidos   | Harpos                           |
| 6 de setembro de 2008   | Chicago           | Estados Unidos   | House of Blues                   |
| 9 de setembro de 2008   | Seattle           | Estados Unidos   | Showbox SoDo                     |
| 10 de setembro de 2008  | Portland          | Estados Unidos   | Roseland Theater                 |
| 12 de setembro de 2008  | São Francisco     | Estados Unidos   | The Filmore                      |
| 13 de setembro de 2008  | Los Angeles       | Estados Unidos   | The Wiltern                      |
| 14 de setembro de 2008  | Phoenix           | Estados Unidos   | Marquee Theater                  |
| 16 de setembro de 2008  | Dallas            | Estados Unidos   | The Palladium                    |
| 17 de setembro de 2008  | Austin            | Estados Unidos   | La Zona Rosa                     |
| 19 de setembro de 2008  | Houston           | Estados Unidos   | The Meridian                     |
| 20 de setembro de 2008  | Nova Orleães      | Estados Unidos   | House of Blues                   |
| 21 de setembro de 2008  | St. Peter         | Estados Unidos   | Jannus Landing                   |
| 23 de setembro de 2008  | Knoxville         | Estados Unidos   | Valarium Club                    |
| 27 de setembro de 2008  | Nova York         | Estados Unidos   | Nokia Theatre                    |
| 28 de setembro de 2008  | Baltimore         | Estados Unidos   | Rams Head Live!                  |
| 29 de setembro de 2008  | Charlotte         | Estados Unidos   | Tremont Hall                     |
| Europa                  |                   |                  |                                  |
| 11 de outubro de 2008   | Moscou            | Rússia           | Luzhniki Hall                    |
| 25 de outubro de 2008   | Reykjavík         | Islândia         | Laugardalshöll                   |
| América do Sul          |                   |                  |                                  |
| 4 de novembro de 2008   | Porto Alegre      | Brasil           | Pepsi on Stage                   |
| 5 de novembro de 2008   | Curitiba          | Brasil           | Masters Hall                     |
| 7 de novembro de 2008   | São Paulo         | Brasil           | Via Funchal                      |
| 8 de novembro de 2008   | São Paulo         | Brasil           | Via Funchal                      |
| 10 de novembro de 2008  | Belo Horizonte    | Brasil           | Chevrolet Hall                   |
| 11 de novembro de 2008  | Brasília          | Brasil           | Clube AABB                       |
| 13 de novembro de 2008  | Manaus            | Brasil           | Arena Amadeu Teixeira            |
| 15 de novembro de 2008  | Fortaleza         | Brasil           | Arena                            |
| 16 de novembro de 2008  | Recife            | Brasil           | Clube Português                  |
| 18 de novembro de 2008  | Vila Velha        | Brasil           | Ginásio Marista                  |
| 19 de novembro de 2008  | Rio de Janeiro    | Brasil           | Circo Voador                     |
| 21 de novembro de 2008  | Buenos Aires      | Argentina        | Estadio Obras Sanitarias         |
| 23 de novembro de 2008  | Santiago          | Chile            | Teatro Caupólican                |

### Em 2009
Após o show no Chile, a banda iniciou uma pausa de três meses para que todos pudessem descansar. A pausa acabou em 11 de março de 2009, com um show em Londres, Inglaterra. Essa segunda parte da turnê foi apelidada de European Déjà Vu Tour 2009. Em 15 de março a banda realizou um show em Roterdã, Países Baixos, para mais 10 mil pessoas na Ahoy Arena. O último show da turnê ocorreu em 19 de setembro, assim como na turnê anterior, a apresentação ocorreu na Hartwall Areena, em Helsinque, capital finlandesa. Contando com todos os shows, a turnê teve 191 apresentações ao vivo.
A seguir estão as datas dos shows realizados em 2009:
| Data                   | Cidade        | País           | Local                    |
| ---------------------- | ------------- | -------------- | ------------------------ |
| Europa                 |               |                |                          |
| 11 de março de 2009    | Londres       | Inglaterra     | O2 Academy               |
| 14 de março de 2009    | Bruxelas      | Bélgica        | Forest National          |
| 15 de março de 2009    | Roterdã       | Países Baixos  | Ahoy Arena               |
| 17 de março de 2009    | Colônia       | Alemanha       | Palladium                |
| 18 de março de 2009    | Lingen        | Alemanha       | Emslandhallen            |
| 20 de março de 2009    | Karlsruhe     | Alemanha       | Europahalle              |
| 21 de março de 2009    | Erfurt        | Alemanha       | Messehalle               |
| 23 de março de 2009    | Paris         | França         | Le Zénith                |
| 24 de março de 2009    | Paris         | França         | Le Zénith                |
| 26 de março de 2009    | Munique       | Alemanha       | Le Zénith                |
| 28 de março de 2009    | Basileia      | Suíça          | St. Jakobshalle          |
| 30 de março de 2009    | Mântua        | Itália         | Palabam                  |
| 31 de março de 2009    | Pordenone     | Itália         | Palasport                |
| 2 de abril de 2009     | Zagreb        | Croácia        | Cibona Hall              |
| 4 de abril de 2009     | Debrecen      | Hungria        | Főnix Hall               |
| América do Norte       |               |                |                          |
| 1 de maio de 2009      | Hartford      | Estados Unidos | Webster Theater          |
| 2 de maio de 2009      | Nova York     | Estados Unidos | Nokia Theater            |
| 3 de maio de 2009      | Allentown     | Estados Unidos | Crocodile Rock           |
| 5 de maio de 2009      | Baltimore     | Estados Unidos | Sonar                    |
| 6 de maio de 2009      | Louisville    | Estados Unidos | Club Oasis               |
| 8 de maio de 2009      | Sauget        | Estados Unidos | Pop's                    |
| 9 de maio de 2009      | Oklahoma City | Estados Unidos | Diamond Ballroom         |
| 11 de maio de 2009     | Corpus        | Estados Unidos | Concrete Street Pavilion |
| 12 de maio de 2009     | Houston       | Estados Unidos | Warehouse Live           |
| 14 de maio de 2009     | Atlanta       | Estados Unidos | Teatro Masquerade        |
| Festivais de Verão     |               |                |                          |
| 7 de junho de 2009     | Tampere       | Finlândia      | Sauna Open Air           |
| 12 de junho de 2009    | Interlaken    | Suíça          | Greenfield Festival      |
| 18 de junho de 2009    | Pori          | Finlândia      | RMJ Party Camp Festival  |
| 28 de junho de 2009    | Dessel        | Bélgica        | Graspop Metal Meeting    |
| 3 de julho de 2009     | Tolmin        | Eslovênia      | Metalcamp                |
| 9 de julho de 2009     | Vizovice      | Suíça          | Masters of Rock          |
| 11 de julho de 2009    | Kvinesdal     | Noruega        | Kvinesdal Rock Festival  |
| 18 de julho de 2009    | Sibiu         | Roménia        | Artmania Festival        |
| 24 de julho de 2009    | Seinäjoki     | Finlândia      | Race & Rock Festival     |
| 8 de agosto de 2009    | Hildesheim    | Alemanha       | M'era Luna Festival      |
| Europa                 |               |                |                          |
| 15 de agosto de 2009   | Savonlinna    | Finlândia      | Castelo de Savonlinna    |
| 16 de agosto de 2009   | Savonlinna    | Finlândia      | Castelo de Savonlinna    |
| 5 de setembro de 2009  | Moscou        | Rússia         | Luzhniki Hall            |
| 19 de setembro de 2009 | Helsinque     | Finlândia      | Hartwall Areena          |

## Repertório
Contrariando os rumores de que Anette jamais cantaria as canções antigas, ela interpretou várias dessas obras, e muitas foram tocadas frequentemente em quase todos os shows. As primeiras músicas foram "Nemo", "Ever Dream", "Sacrament of Wilderness", "Dark Chest of Wonders", "Wish I Had an Angel" e "Wishmaster", tocadas desde os primeiros shows da turnê. Até dezembro de 2008, a banda também já havia voltado a tocar "Sleeping Sun", "She Is My Sin", "Come Cover Me", "Dead to the World", "Slaying the Dreamer", "The Siren" e "Higher Than Hope".
Durante a segunda parte da turnê o grupo re-incorporou mais músicas nas listas de reprodução ao vivo, foram elas "Walking in the Air", "Dead Boy's Poem", "Romanticide" e "Ghost Love Score". Em uma entrevista, Tuomas disse que achava que "Gethsemane" era uma boa ideia para voltar aos shows, e também falou que não via problemas com a canção "Stargazers". Em outra ocasião, Tuomas disse que o grupo chegou a ensaiar "Elvenpath", do primeiro álbum, Angels Fall First, mas disse que a vocalista Anette Olzon não ficou 100% confiante com o resultado.
A seguir, estão os setlists frequentes de cada ano da turnê:
- "Ressurrection" (introdução sonora)
- "Bye Bye Beautiful"
- "Cadence of Her Last Breath"
- "Dark Chest of Wonders"
- "Ever Dream"
- "Come Cover Me"
- "Amaranth"
- "Sacrament of Wilderness"
- "The Islander"
- "The Poet and the Pendulum"
- "She Is My Sin"
- "Sahara"
- "Sleeping Sun"
- "Slaying the Dreamer"
- "Nemo"
- "Eva
- "Wishmaster"
- "Wish I Had an Angel"

- "Ressurrection" (introdução sonora)
- "Bye Bye Beautiful"
- "Dark Chest of Wonders"
- "The Siren"
- "Ever Dream"
- "Whoever Brings the Night"
- "Amaranth"
- "The Islander"
- "Last of the Wilds"
- "The Poet and the Pendulum"
- "Sacrament of Wilderness"
- "Sahara"
- "Nemo"
- "7 Days to the Wolves"
- "Wishmaster"
- "Wish I Had an Angel"

- "Finlandia" (introdução sonora)
- "7 Days to the Wolves"
- "Dead to the World"
- "Amaranth"
- "The Siren"
- "Ever Dream"
- "Romanticide"
- "Dead Boy's Poem"
- "The Poet and the Pendulum"
- "Wishmaster"
- "Sahara"
- "Nemo"
- "Ghost Love Score"
- "Escapist"
- "Last of the Wilds"
- "The Islander"
- "Wish I Had an Angel"
- "Meadows of Heaven"
- "Walking in the Air"
- "The Heart Asks Pleasure First" (encerramento sonoro na Hartwall Areena)

## Performances ao vivo

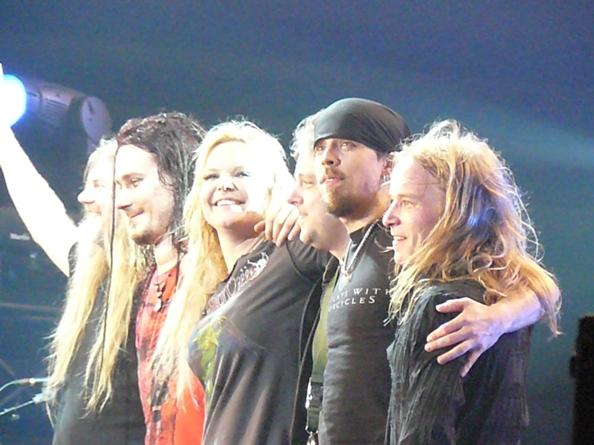
A banda encerrando um concerto em Mântua, Itália em 30 de março de 2009.

Sempre antes de iniciar os shows, o grupo toca uma introdução sonora, e logo que ela acaba, as músicas começam. Em 2007 e 2008 a canção usada foi "Ressurrection", composta por John Debney para o filme norte-americano A Paixão de Cristo, logo após a banda interpretava "Bye Bye Beautiful", enquanto os shows eram encerrados com a canção "Wish I Had an Angel". Em 2009, Troy Donockley passou a fazer as introduções. Durante a segunda parte da turnê ele também passou a acompanhar a banda durante as canções "The Islander" e "Last of the Wilds" tocando gaita irlandesa.
Das novas músicas lançadas no álbum, apenas "Master Passion Greed" e "For the Heart I Once Had" não foram tocadas ao vivo. A canção que Tuomas compôs para o filme Lieksa!, "While Your Lips Are Still Red", passou a ser apresentada a partir de 2008; ainda nesse ano o grupo passou a tocar a canção "Symphony of Destruction", um cover da banda Megadeth. A canção "Escapist", b-side do álbum, também passou a ser tocada durante a segunda parte da turnê.
O músico e cantor John Two-Hawks também participou ao lado da banda na canção "Creek Mary's Blood" cantando e tocando flauta em algumas datas selecionadas da turnê. A canção "Higher Than Hope" também era tocada ao vivo em ocasiões especiais, em homenagem a Marc Brueland, que inspirou a canção; Tuomas diz que gosta de realizar essas performances especiais apenas de vez em quando, para manter o sentimento das canções:
| “ | Essas músicas são muito especiais e queremos tocá-las somente às vezes. "Creek Mary's Blood" somente quando o John estiver por perto, e "Higher Than Hope" somente quando os Brueland participarem do show, ou a ocasião pedir de alguma outra forma. Essas músicas navegam em águas negras tão sérias que às vezes é difícil lidar com elas. Não acho que existem outras músicas que me arrepiem tanto ao serem executadas ao vivo quanto essas duas, além de "The Poet and the Pendulum". —Holopainen fala sobre as canções ao vivo | ” |

## Bandas de apoio
- Indica (Escandinávia 2007; Europa 2009)
- Pain (Europa 2008; Europa 2009)
- Sonic Syndicate (Poughkeepsie–Mokena, Estados Unidos)
- Sonata Arctica (Filadélfia–St. Peter, Estados Unidos)
- Semblant (Curitiba & Fortaleza, Brasil)

## Créditos

### A banda
- Tuomas Holopainen – teclado
- Emppu Vuorinen – guitarra
- Jukka Nevalainen – bateria
- Marco Hietala – baixo, vocais
- Anette Olzon – vocais

### Músicos convidados
- John Two-Hawks – flauta, vocais (algumas datas)
- Troy Donockley – gaita irlandesa, tin whistle (algumas datas)
- Pekka Kuusisto – violino (em 19 de setembro de 2009)